# Shō Matsumoto
Shō Matsumoto (japanisch 松本 翔 Matsumoto Shō; * 4. April 1992 in Kawasaki, Präfektur Kanagawa) ist ein japanischer Fußballspieler.

## Karriere
Shō Matsumoto erlernte das Fußballspielen in der Jugendmannschaft von Yokohama F. Marinos. Hier unterschrieb er 2011 auch seinen ersten Profivertrag. Der Verein spielte in der höchsten Liga des Landes, der J1 League. Für den Verein absolvierte er drei Erstligaspiele. 2013 wurde er an den Zweitligisten Ehime FC ausgeliehen. Für Ehime absolvierte er elf Ligaspiele. 2014 kehrte er zu den Marinos zurück. 2015 wechselte er zum Drittligisten Renofa Yamaguchi FC. Für den Verein absolvierte er zehn Ligaspiele. Danach spielte er bei Saurcos Fukui, Gainare Tottori und Kōchi United SC. Im Januar 2021 unterschrieb er einen Vertrag beim Japan Football LeagueViertligisten Mio Biwako Shiga. Nach drei Spielzeiten, in denen er 36 Ligaspiele bestritt, wechselte er im Februar 2024 zum Fünftligisten Gakunan F Mosuperio. Mit dem Verein aus der Präfektur Shizuoka spielt er in der Tokai Soccer League (Div.1).